# Nymburk hlavní nádraží
Nymburk hlavní nádraží je železniční stanice v severní části města Nymburk ve Středočeském kraji na řece Labi. Je významným dopravním uzlem; ze stanice vychází tratě do Poříčan, Jičína a Mladé Boleslavi a prochází přes ni trať Praha – Lysá nad Labem – Kolín. Přímo před budovou je umístěno též městské autobusové stanoviště. Stanice je elektrizovaná (3 kV ss). V její těsné blízkosti se nachází areál Železničních opraven a strojíren (ŽOS). Nymburk hlavní nádraží je jednou ze dvou stanic ve městě, druhou z nich je Nymburk město. Adresa budovy je Petra Bezruče 1/361, 288 02 Nymburk.

## Historie

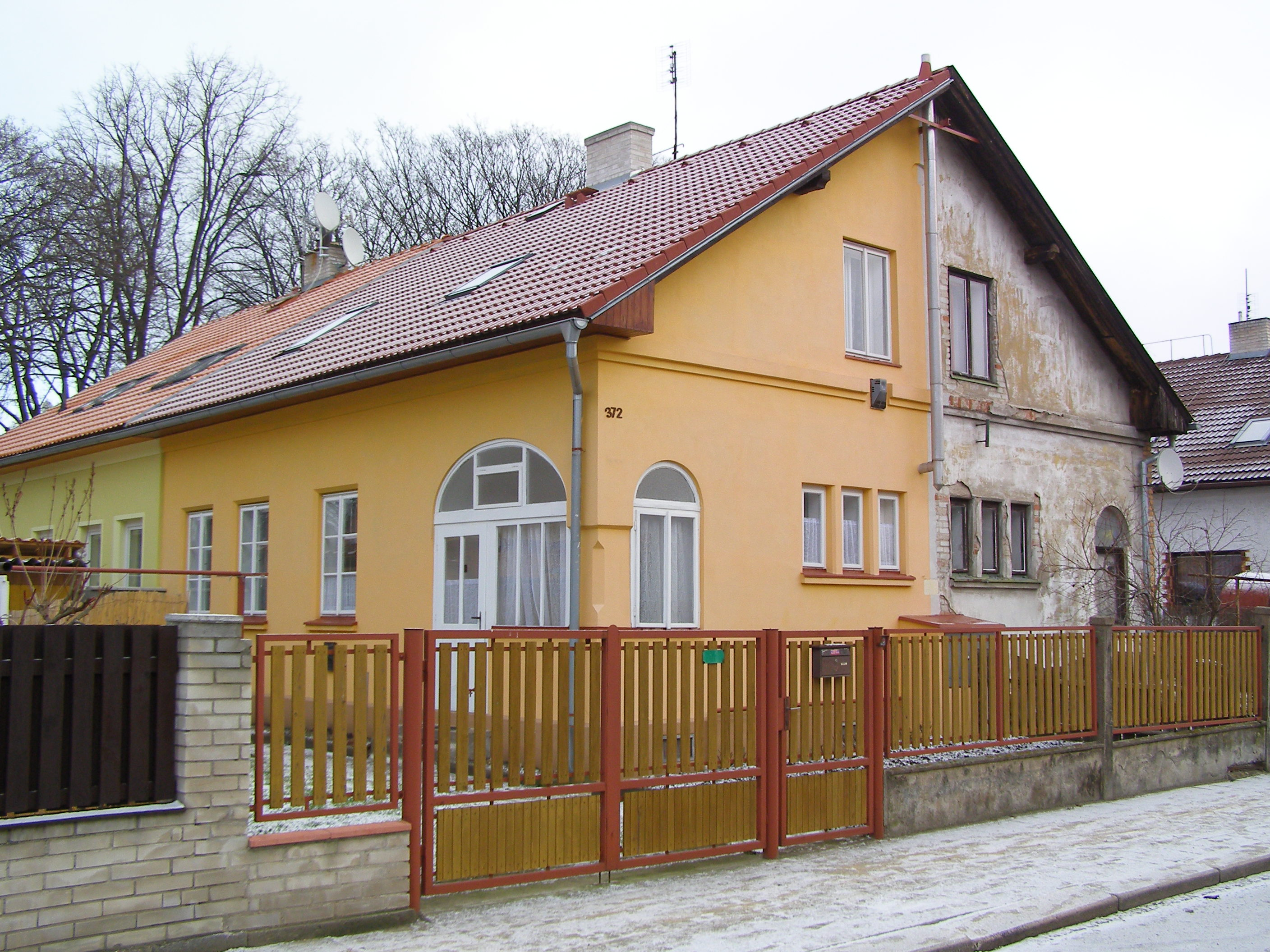
Dělnická kolonie

Stanice byla vybudována v roce 1870 jakožto součást Rakouské severozápadní dráhy (ÖNWB) na základě návrhu architekta Carla Schlimpa. Schlimp stál za podobou většiny stanic na trase, příkladem může být nádraží v Jihlavě, již zaniklá staniční budova ÖNWB v Kolíně nebo Těšnovské nádraží v Praze. V těsném sousedství hlavní budovy vyrostla též kolonie obytných domů pro drážní zaměstnance, taktéž dle Schlimpových plánů.
Trať byla součástí spojení Vídně se Saskem a Pruskem, které zpočátku nevedlo přes Prahu, vlaky z Nymburka pokračovaly do Německa přes Mladou Boleslav a od roku 1873 též přes Lysou nad Labem. V roce 1881 byla připojena trať do Jičína . Od roku 1883 spojovala železnice Nymburk s Poříčany, pro tento účel byla vystavěna železniční stanice Nymburk město. Obě nymburská nádraží byla tratí propojena v roce 1896.
V roce 1958 byla stanice elektrizována jako součást úseku Kolín – Lysá nad Labem.

### Úvahy o demolici staniční budovy
V roce 2018 oznámil majitel budovy, jímž byla SŽDC, záměr staniční objekt vyřadit z provozu a eventuálně zbourat. Proti se postavila část nymburské veřejnosti a vznikla petice proti demolici objektu. Městské zastupitelstvo se v únoru 2019 vyslovilo pro zachování budovy hlavního nádraží, odkoupit ji do svého vlastnictví za nabízenou cenu 11,375 milionu korun nicméně nehodlá.

## Popis

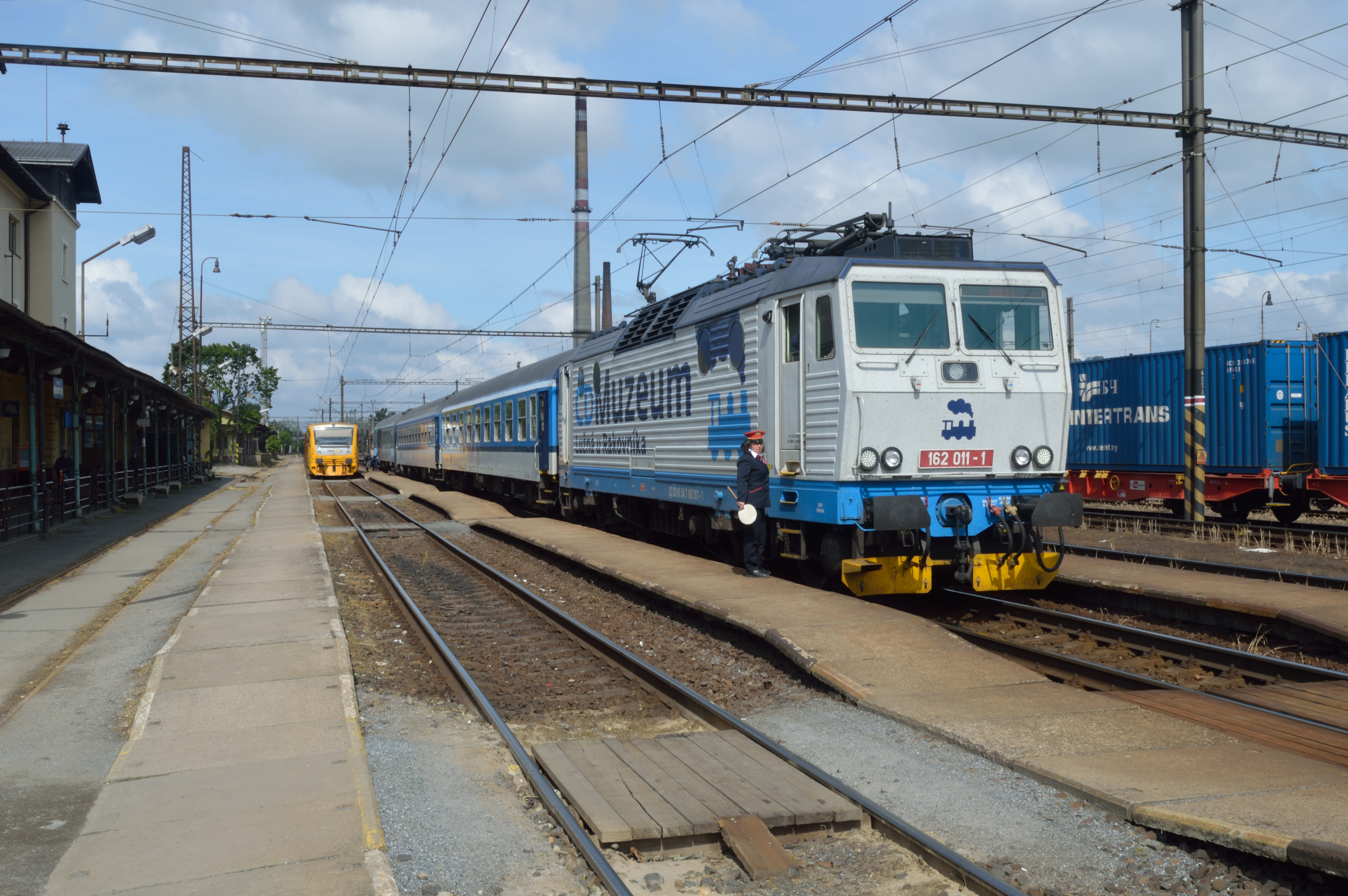
Vlaky stojící u úrovňových nástupišť před staniční budovou, květen 2014

Jedná se o rozsáhlou uzlovou stanici, přes kterou prochází hlavní trať z Prahy do Kolína, která je dvoukolejná a elektrizovaná stejnosměrnou napájecí soustavou 3 kV. Dále ze stanice vycházejí jednokolejné tratě do Mladé Boleslavi, Jičína a Poříčan; poslední jmenovaná je též elektrifikovaná (3 kV ss). Stanice je vybavena dvěma ostrovními nástupišti (z nichž ani jedno není ve výšce 550 mm nad temenem kolejnice dle současných norem), která jsou přístupná pomocí podchodu vedoucího od staniční budovy a ulice před ní. Dále se před staniční budovou nachází tři úrovňová nástupiště, přístupná pomocí úrovňových přechodů; v budově samotné je umístěna čekárna s pokladnami, pekařství a nádražní restaurace. V ulici před staniční budovou je umístěno autobusové stanoviště, vedle něhož se nachází veřejné parkoviště a stání pro kola.
Součástí stanice je i Nymburk seřaďovací nádraží (nachází se severně od osobní části stanice), které je po Ostravě nejvytíženější seřaďovací nádraží v Česku.

## Autobusové stanoviště
V ulici před staniční budovou se nachází autobusové stanoviště Nymburk, hlavní nádraží (zkráceně Nymburk, hl.nádr.), které tvoří 8 autobusových stání + jedna výstupní zastávka umístěná mimo od ostatních stání. Jednotlivá nástupiště autobusových stání jsou umístěná na malých ostrůvcích z betonu (na kterých je pouze označník zastávky), přičemž jednotlivé ostrůvky jsou propojeny přechody pro chodce. Výjimku tvoří pouze stání č. 8 a výstupní zastávka, jejichž nástupiště jsou na chodníku. 
Zastavují zde autobusové linky č. 433 (Nymburk–Pečky), 434 (Nymburk – Benátky nad Jizerou), 436 (Nymburk–Milovice přes Vlkavu), 443 (Nymburk–Čelákovice), 493 (Nymburk–Poděbrady), 497 (Nymburk–Milovice přes Kostomlaty nad Labem), 499 (Nymburk–Seletice), 673 (Nymburk–Křinec přes Oskořínek), 674 (Nymburk–Křinec přes Netřebice) a 676 (Nymburk–Loučeň).

## Fotogalerie

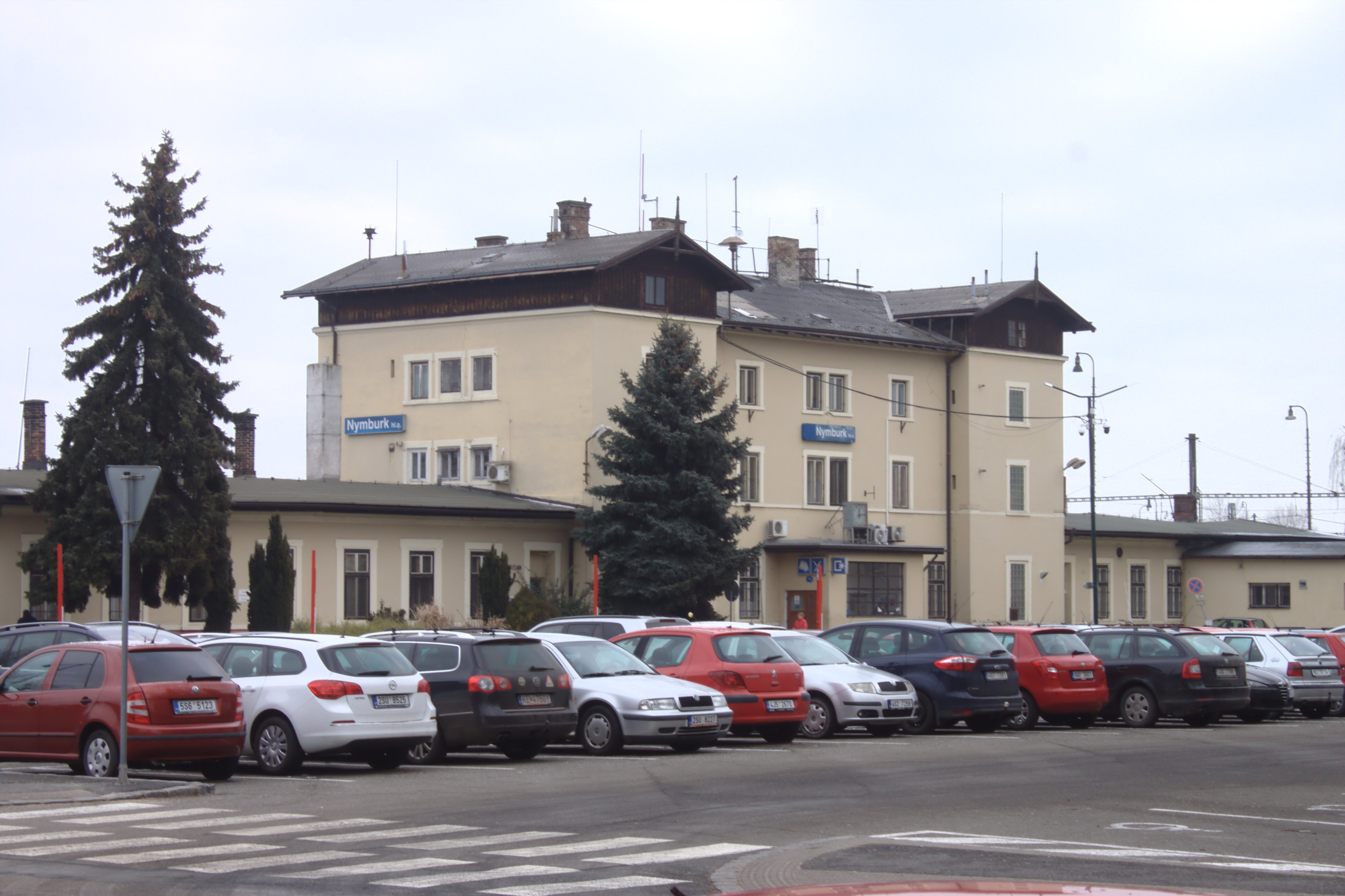
Staniční budova s parkovištěm ve směru od Palackého třídy
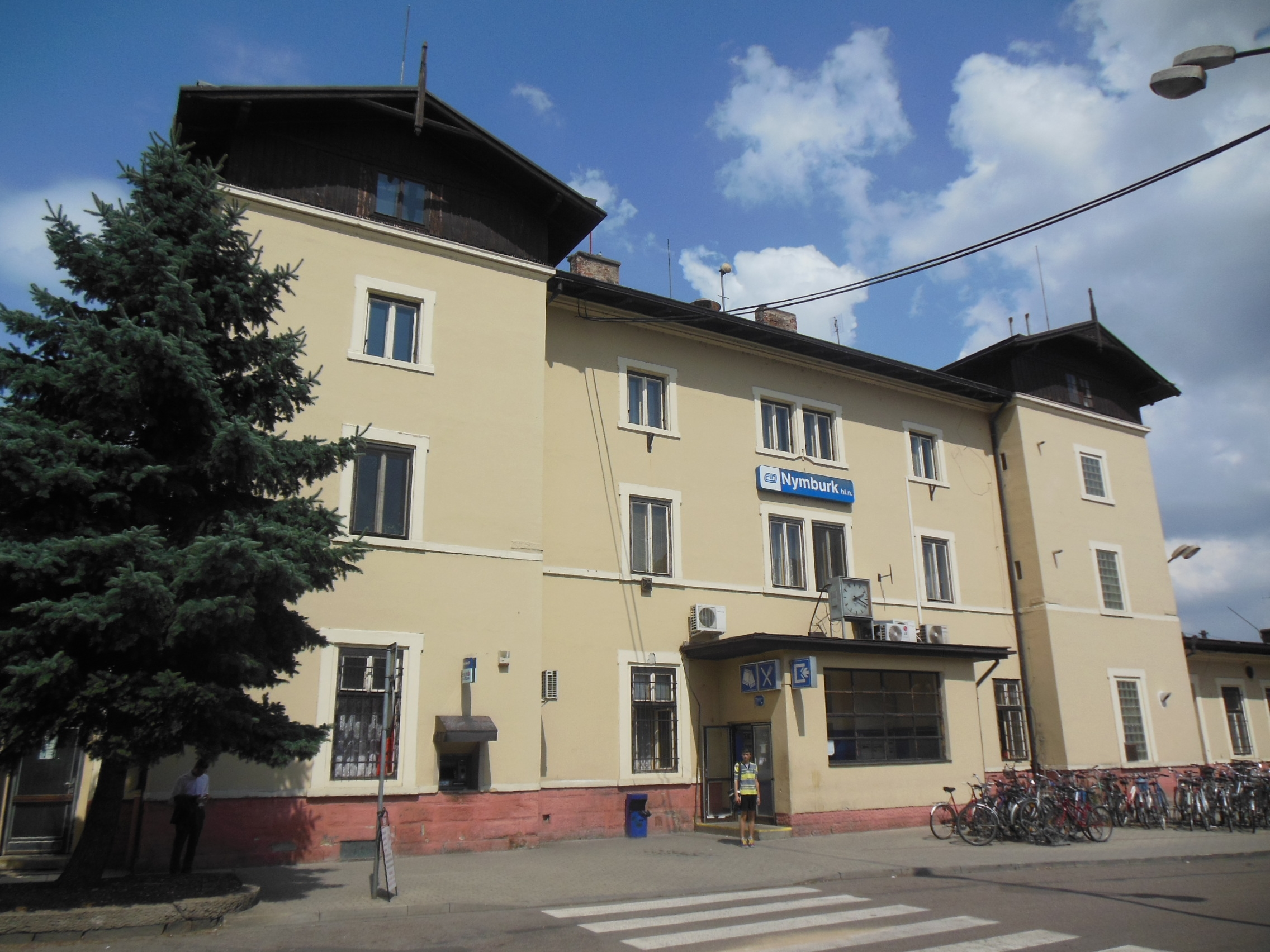
Staniční budova ve směru z ulice, detail
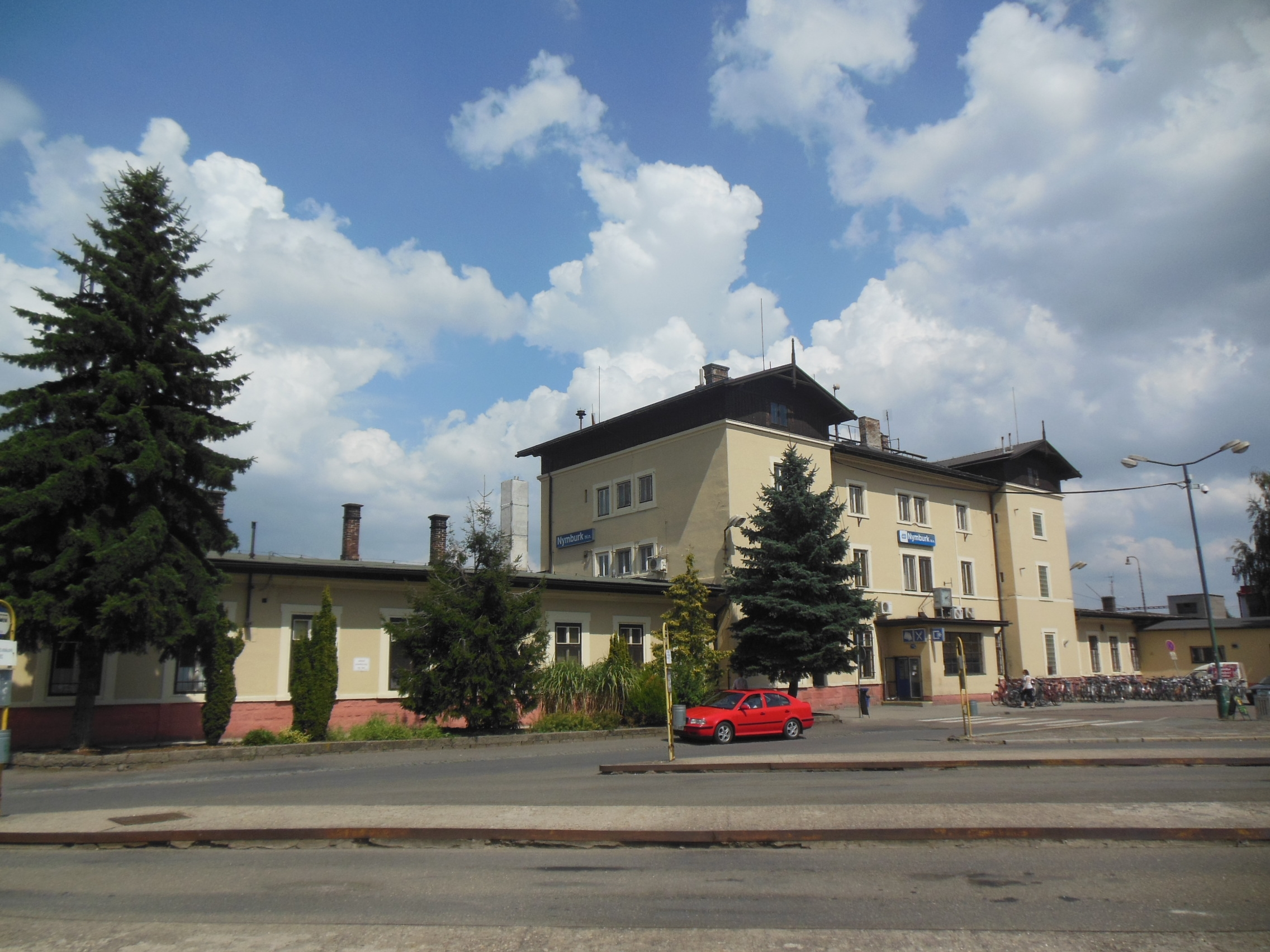
Staniční budova a autobusové stanoviště, srpen 2014; vpravo lze vidět stání pro kola
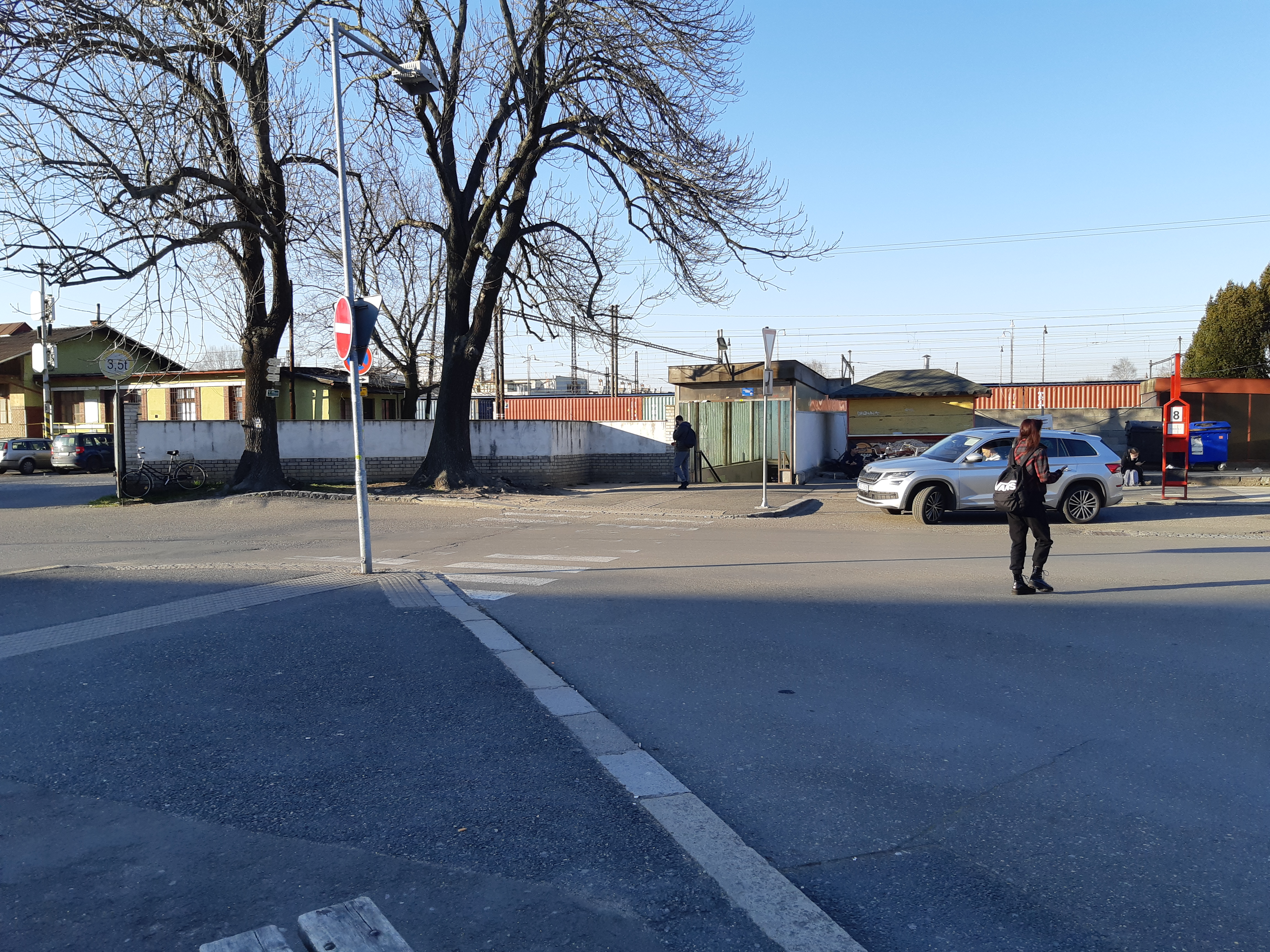
Přechod pro chodce vedoucí k jednomu ze vstupů do nádražního podchodu
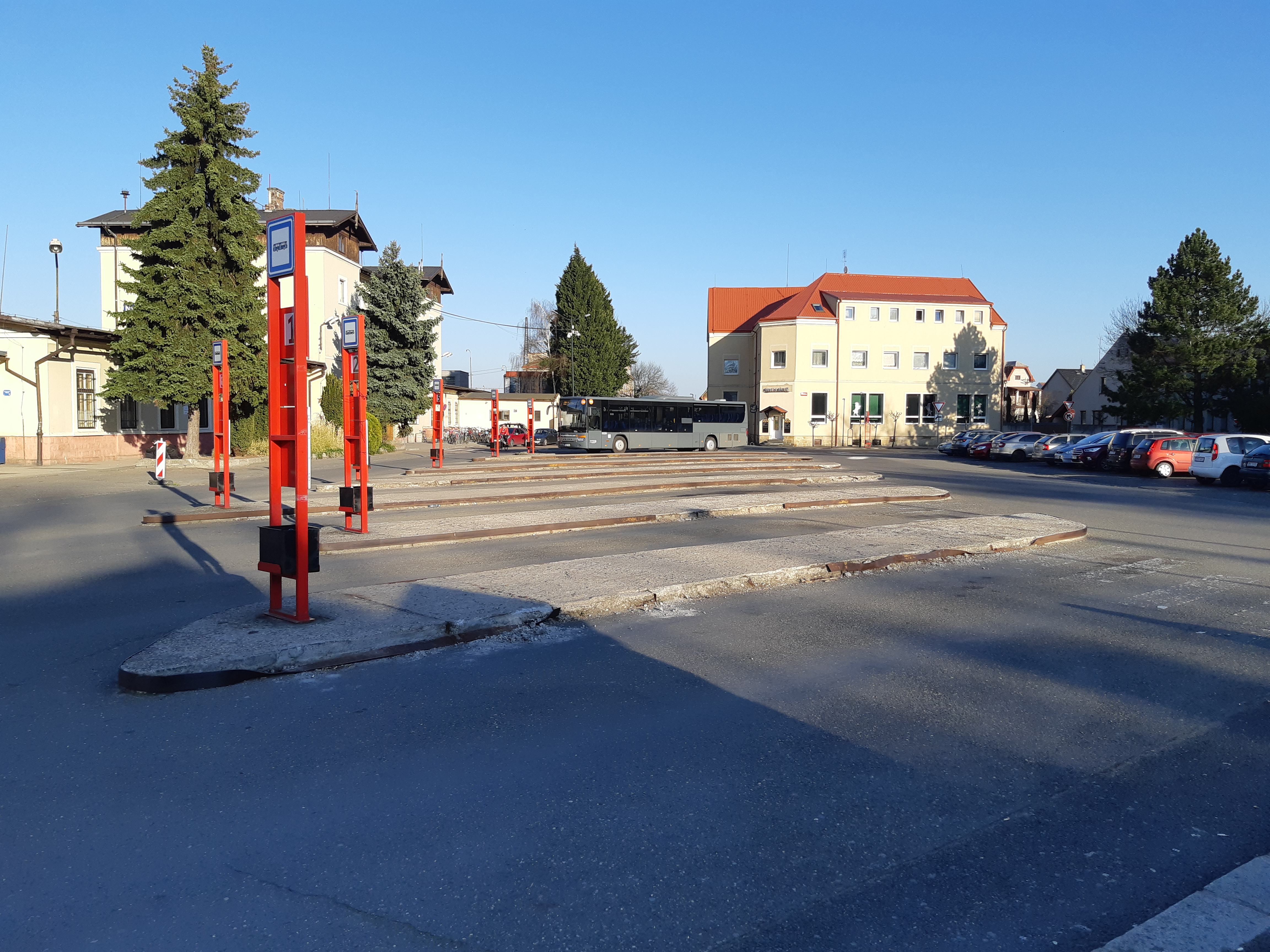
Autobusové stanoviště před budovou hlavního nádraží, březen 2022
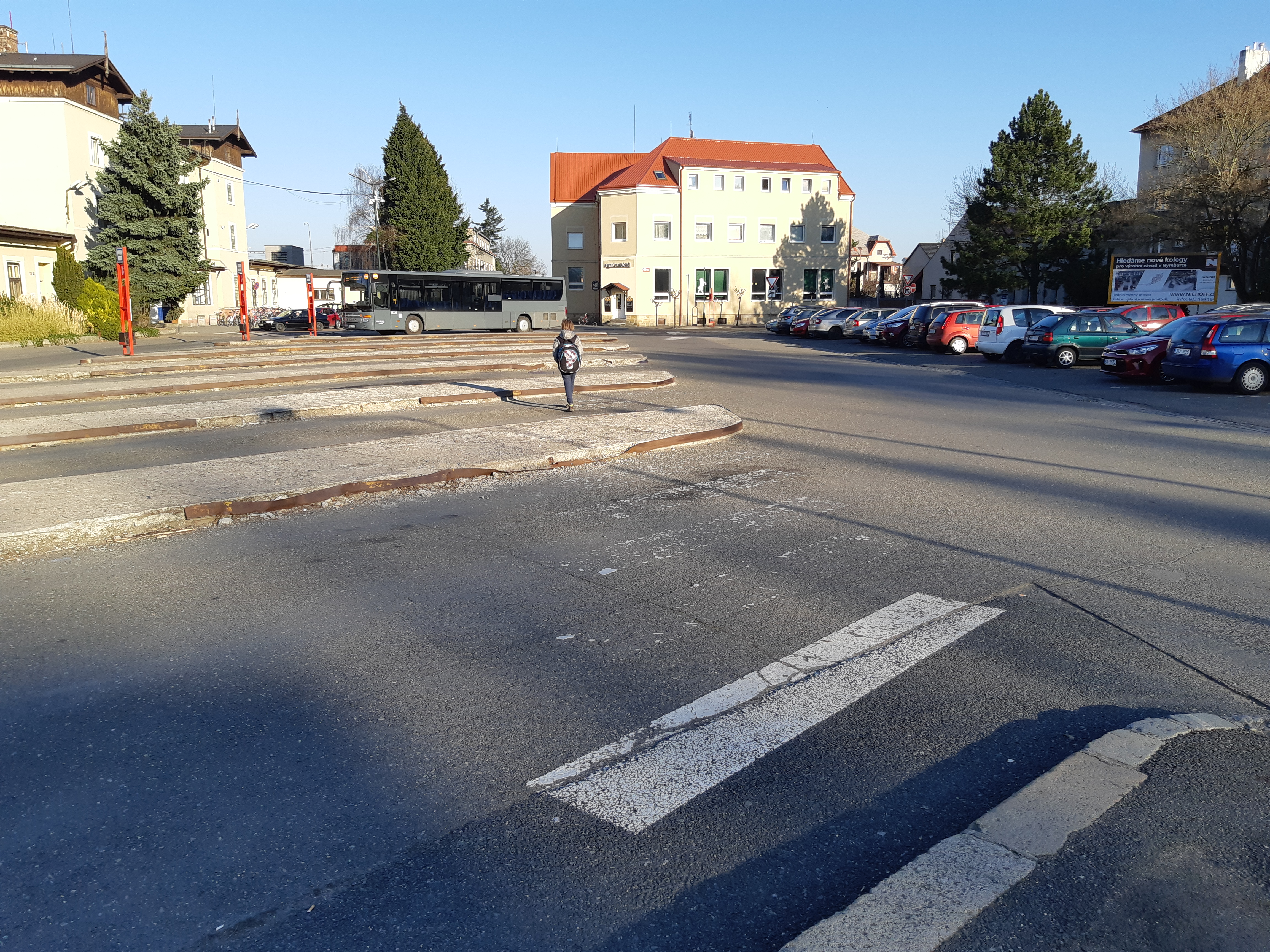
Přechody pro chodce spojující jednotlivé nástupní ostrůvky autobusového stanoviště, stav k 22. 3. 2022
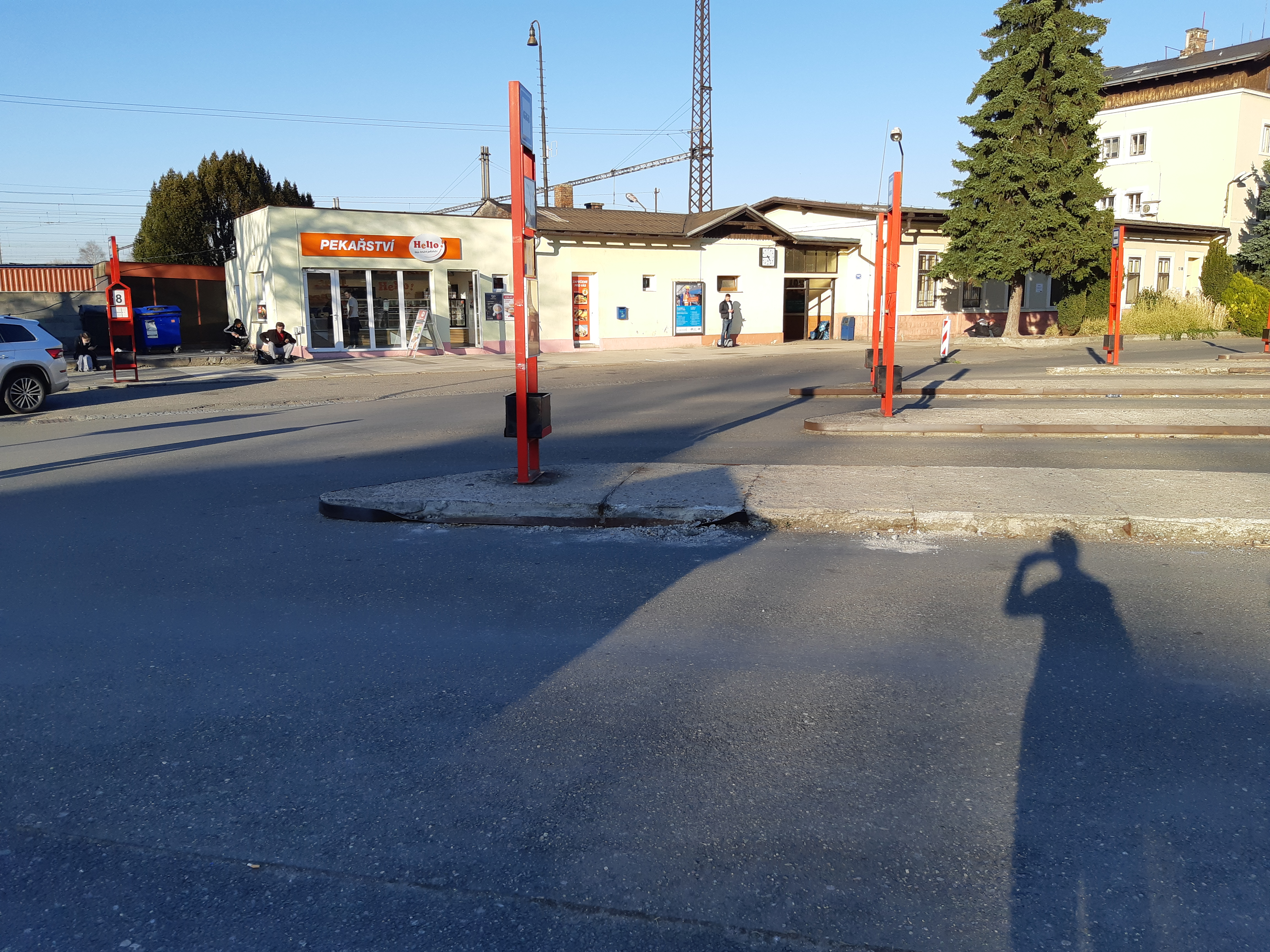
Zchátralost autobusového stanoviště, stav k 22. 3. 2022
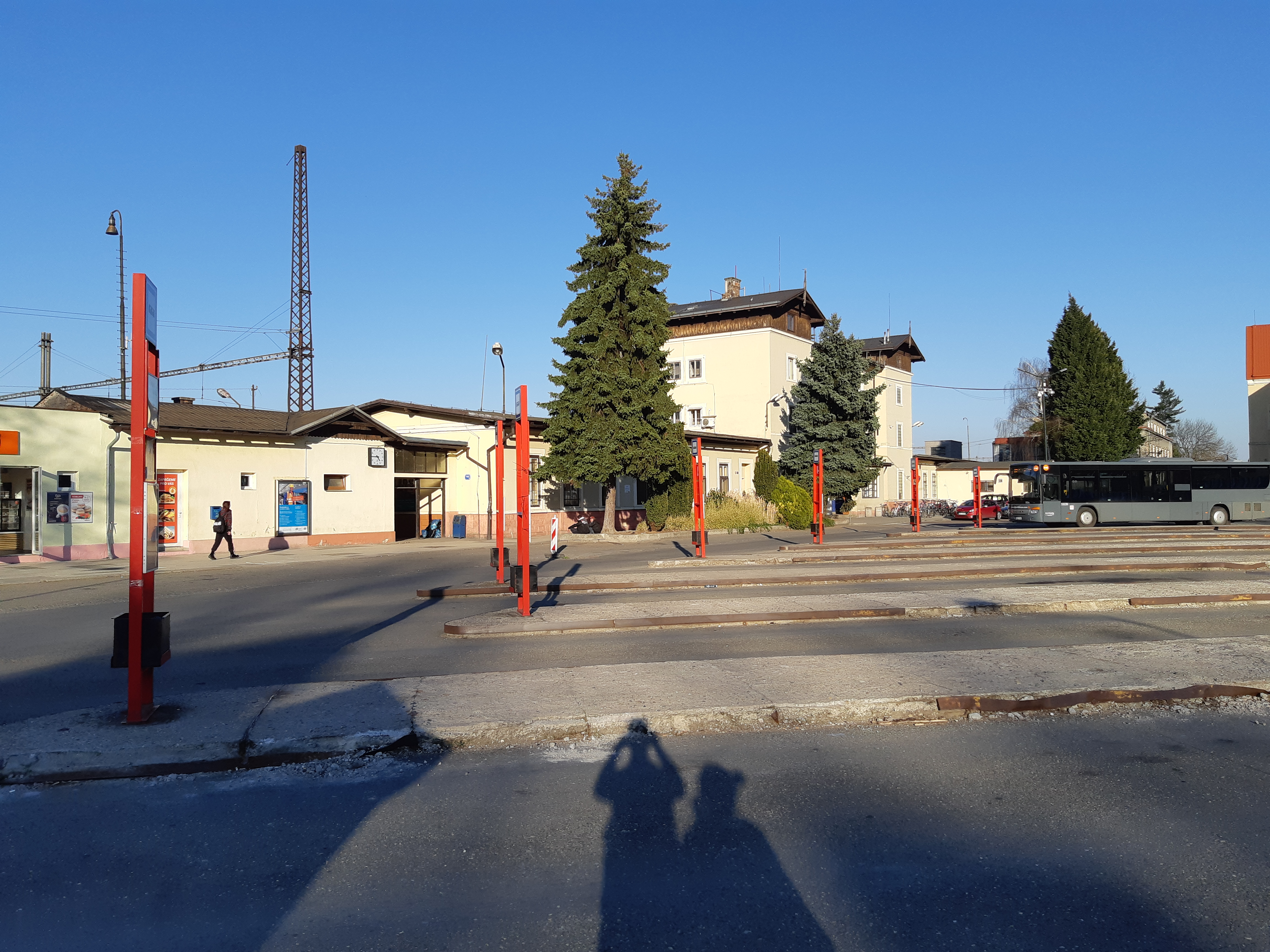
Zchátralost autobusového stanoviště, stav k 22. 3. 2022